# Vasovasostomie
 (février 2019).

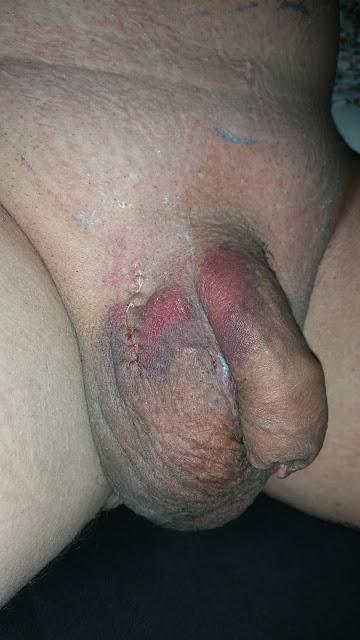
Un hématome au niveau de la verge et du scrotum 24 heures après une vasovasotomie

La vasovasostomie est une opération de microchirurgie consistant à relier les canaux sectionnés lors d'une vasectomie. Cette opération a pour but de redonner une fertilité à l'homme qui regrette sa vasectomie, soit afin de procréer à nouveau, soit pour atténuer les douleurs post-vasectomie.[réf. nécessaire]

## Efficacité
Les chances de recouvrer la fertilité varient en fonction du temps passé depuis la vasectomie. Celles-ci s'atténuent au fur et à mesure des années, puisque les personnes vasectomisées fabriquent des anticorps contre leurs propres spermatozoïdes. Et ces anticorps ne disparaissent pas après la vasovasostomie.